# Kledingrek

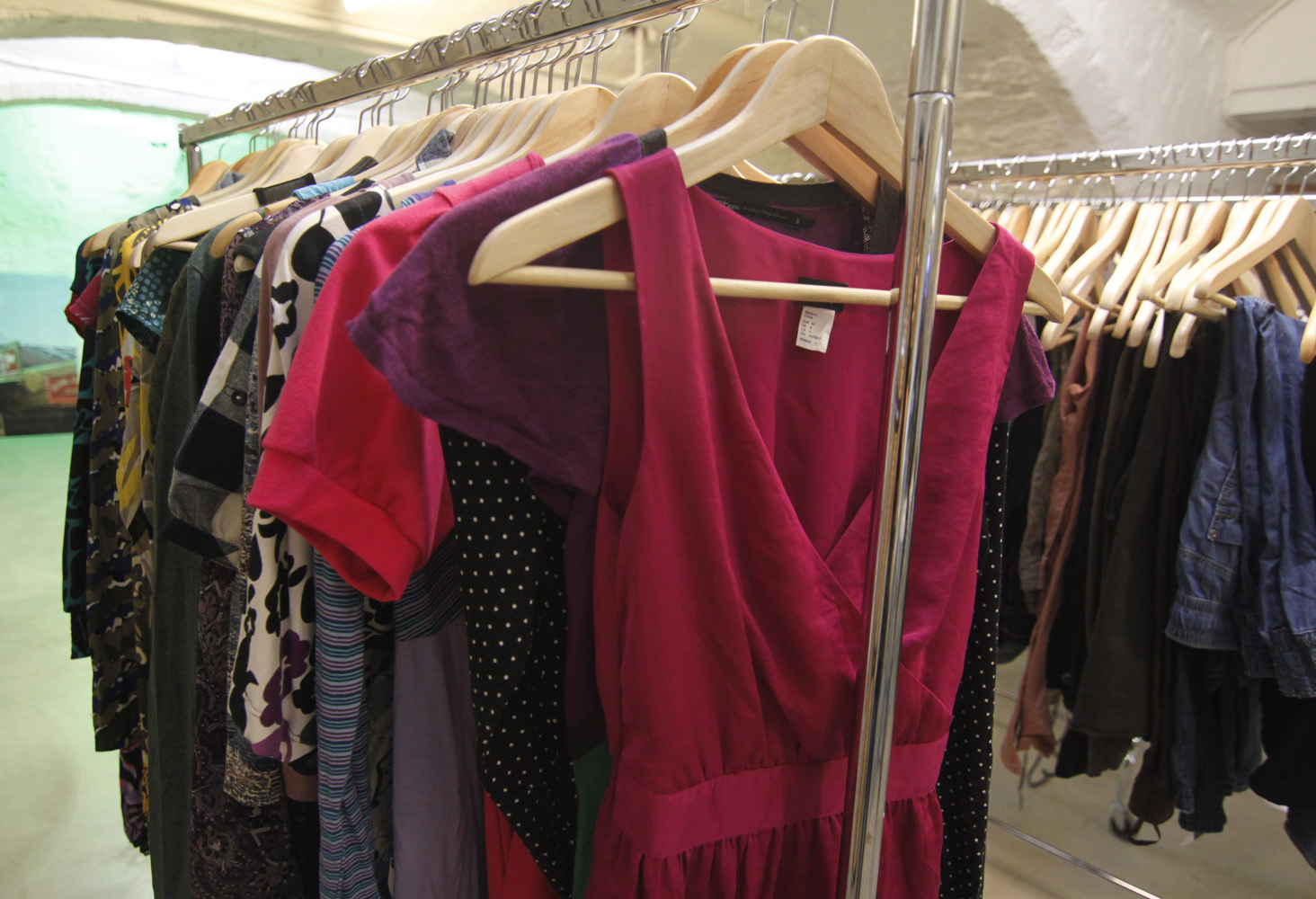
Een kledingrek.

Een kledingrek wordt gebruikt voor het opbergen van kleding. Een kledingrek bestaat uit een ligger die ondersteund wordt door staanders al dan niet met wielen. Vaak worden deze toegepast in winkels waarbij grotere partijen kleding moeten worden verplaatst. Ook in de kledingtransport worden speciale kledingrekken gebruikt om kleding te transporteren.
De meeste kledingrekken worden in Taiwan geproduceerd. Taiwan is op het gebied van metaalbewerking een van de grootste producenten ter wereld. Als basismateriaal wordt meestal staal(buis) gebruikt, dat gebogen, gelast, en vervolgens verchroomd wordt. Het hele productieproces is vergaand geautomatiseerd.